# Rue Pavée-Saint-Sauveur
La rue Pavée-Saint-Sauveur est une ancienne voie de Paris qui était située dans l'ancien 5e arrondissement et qui a été fusionnée dans la rue Tiquetonne en 1868.

## Origine du nom
L'origine du nom n'est pas indiqué dans les ouvrages.

## Situation
La rue  Pavée-Saint-Sauveur, d'une longueur de 115 mètres, qui était située dans l'ancien 5e arrondissement, quartier Montorgueil, commençait au no 23 rue du Petit-Lion et au no 1 rue des Deux-Portes et finissait aux nos 58-60 rue Montorgueil.
Les numéros de la rue étaient rouges. Le dernier numéro impair était le no 21, et le dernier numéro pair était le no 26.

## Historique
Un rôle de taxe de 1313 constate que cette rue, qui était alors hors de Paris était alors bordée de constructions et portait déjà ce nom. Elle a été construite sur un chemin de ronde extérieur de l'enceinte de Philippe Auguste.
Elle est citée sous le nom de « rue Pavée » dans un manuscrit de 1636 dont le procès-verbal de visite, en date du 22 avril 1636, indique qu'elle est « orde, boueuse, avec plusieurs taz d'immundices ».
Une décision ministérielle, du 25 ventôse an VIII (15 mars 1800), signée Champagny, fixe la largeur de cette voie publique à 10 mètres. Cette largeur est portée à 11 mètres, en vertu d'une ordonnance royale du 21 juin 1826.
La rue est fusionnée dans la rue Tiquetonne en 1868.

## Bâtiments remarquables et lieux de mémoire
Il existait au début du XIXe siècle dans cette rue, une des tours d'enceinte de l'enceinte de Philippe Auguste construite de 1190 à 1210. Elle correspondait, d'un côté, à la porte aux Peintres, rue Saint-Denis qui avait été abattue en 1535 et de l'autre côté à la porte du Comte-d'Artois, démolie en 1498. Cette tour était la seule qui soit restée entière à cette époque. Sa dimension carrée, en parallélogramme, était de 15 pieds sur 30 pieds et sa hauteur était d'environ 86 pieds.